# Liste von Dunhuang-Sammlungen
Dies ist eine Liste von Dunhuang-Sammlungen. Sie umfasst sowohl öffentliche als auch private Sammlungen. Neben den großen Sammlungen wurden auch einige im Dunhuangxue dacidian aufgeführte ältere Privatsammlungen sowie einige weitere relevante Forschungsinstitutionen aufgenommen. Die an der alten Seidenstraße gelegene Oasenstadt Dunhuang liegt in der nordwestchinesischen Provinz Gansu, daher wurde die folgende Liste nach den chinesischen Schreibungen ausgerichtet.

## Übersicht
| Pinyin/chin. | dt./engl. | Ortsangabe (Land, Provinz, Stadt etc.)                | Weblinks     | sonstiges |
| Beijing tushuguan 北京图书馆 | Peking-Bibliothek | Peking                                                |              | jetzt Guojia tushuguan 国家图书馆(ursprl. Beijing tushuguan 北京图书馆, National Library of China)                           |
| Dunhuang yanjiuyuan 敦煌研究院 | Dunhuang-Akademie (Dunhuang Academy) | Lanzhou, Gansu                                        |              | |
| Dunhuang yanjiuyuan ziliao zhongxin 敦煌研究院资料中心, siehe Dunhuang yanjiuyuan (Dunhuang-Akademie)                                                                                            | |                                                       |              | |
| Dunhuang shi bowuguan 敦煌市博物馆 | Dunhuang-Museum (The Dunhuang Museum) | Dunhuang, Gansu                                       |              | |
| Gansu sheng bowuguan 甘肃省博物馆 | Provinzmuseum Gansu (The Gansu Museum) | Lanzhou, Gansu                                        |              | Gansu Provincial Museum |
| Gansu sheng tushuguan 甘肃省图书馆 | Provinzbibliothek Gansu (Gansu Library) | Gansu, Lanzhou                                        |              | web, web |
| Gugong bowuguan故宫博物院 | Palastmuseum (The Palace Museum) | Peking                                                |              | |
| Zhongguo guojia tushuguan (ursprl. Beijing tushuguan) 中国国家图书馆(原北京图书馆) | Chinesische Nationalbibliothek (National Library of China) | Peking, Volksrepublik China                           | web          | |
| Zhongguo lishi bowuguan中国历史博物馆 | Chinesisches Geschichtsmuseum (The National Museum of Chinese History) | Peking                                                |              | |
| Beijing daxue tushuguan北京大学图书馆 | Bibliothek der Peking-Universität (Peking University Library) | Peking                                                |              | |
| Shanghai bowuguan上海博物馆 | Shanghai-Museum (The Shanghai Museum) | Shanghai                                              |              | |
| Shanghai tushuguan上海图书馆 | Shanghai-Bibliothek (Shanghai Library) | Shanghai                                              |              | |
| Tianjin shi yishu bowuguan天津市艺术博物馆 | Kunstmuseum Tianjin (Tianjin Arts Museum) | Tianjin                                               |              | |
| Tianjin shi lishi bowuguan天津市历史博物馆 | Geschichtsmuseum Tianjin | Tianjin                                               |              | |
| Tianjin jin tushuguan 天津市图书馆 | Bibliothek der Stadt Tianjin (Tianjin Library) | Tianjin                                               |              | |
| Zhejiang bowuguan 浙江博物馆 | Zhejiang-Museum (The Zhejiang Museum) | Hangzhou, Zhejiang                                    |              | |
| Liaoning sheng bowuguan 辽宁省博物馆 | Provinzmuseum Liaoning | Liaoning                                              |              | |
| Lüshun bowuguan旅顺博物馆 / Lüshun shi bowuguan 旅顺市博物馆 | Lüshun-Museum (The Lushun Museum) | Lüshun 旅顺, Liaoning                                 |              | |
| Nanjing bowuguan南京博物院 | Nanjing-Museum | Jiangsu, Nanjing                                      |              | |
| Jiuquan shi bowuguan 酒泉市博物馆 | Jiuquan-Museum (The Jiuquan Museum) | Jiuquan 酒泉, Gansu                                   |              | |
| Wuwei shi bowuguan 武威市博物馆 | Wuwei-Museum (The Wuwei Museum) | Wuwei 武威, Gansu                                     |              | |
| Shandong sheng bowuguan 山东省博物馆() | Provinzmuseum Shandong (The Shandong Museum) | Jinan 济南, Shandong                                  |              | |
| Sichuan sheng bowuguan 四川省博物馆 | Provinzmuseum Sichuan (The Sichuan Museum) | Chengdu 成都, Sichuan                                 |              | |
| Sichuan daxue tushuguan 四川大学图书馆 | Bibliothek der Sichuan-Universität (Sichuan University Library) | Chengdu 成都, Sichuan                                 |              | |
| Zhongshan tushuguan 中山图书馆 | Zhongshan-Bibliothek (Zhongshan Library) | Guangzhou 广州, Guangdong                             |              | |
| Taibei zhongyang tushuguan台北中央图书馆 | (National Central Library) |                                                       |              | |
| Zhongyang yanjiuyuan lishi yuyan yanjiusuo 中央研究院历史语言研究所 | (Institut für Geschichte und Philologie der Academia Sinica) (Institute of History and Philology of Academia Sinica) |                                                       |              | |
| Chongqing shi bowuguan重庆市博物馆 | Chongqing-Museum | Chongqing                                             |              | |
| Xibei shifan daxue lishixi 西北师范大学历史系 | Northwest Normal University | Lanzhou, Gansu                                        |              | |
| Xianggang Zhongwen daxue bowuguan 香港中文大学博物馆 | Museum der Chinese University Hongkong (The Museum of Chinese University Hongkong) | Hongkong                                              |              | |
| Yingguo bowuguan英国博物馆 | The British Museum | London                                                |              | |
| Buliedian bowuguan 不列颠博物馆, siehe British Museum | |                                                       |              | |
| Daying bowuguan 大英博物馆, siehe British Museum | |                                                       |              | |
| Yingguo tushuguan 英国图书馆 | British Library (The British Library) | London 伦敦, England                                  |              | |
| Buliedun tushuguan 不列颠图书馆, siehe British Library | |                                                       |              | |
| Daying tushuguan 大英图书馆, siehe British Library | |                                                       |              | |
| Yindu shiwubu tushuguan 印度事务部图书馆 | India Office Library |                                                       |              | |
| Weiduoliya bowuguan 维多利亚博物馆 | Victoria and Albert Museum (Victoria and Albert Museum) | London                                                |              | |
| Niujin daxue Baodeli tushuguan 牛津大学包德利图书馆 | Bodleian Library, Oxford University (Bodleian Library, Oxford University) | Oxford                                                |              | |
| Yingguo huangjia xuehui yazhou tushuguan 英国皇家学会亚洲图书馆 | Bibliothek der Royal Asiatic Society (The Library of the Royal Asiatic Society) | London                                                |              | |
| Zhongya guwu bowuguan 中亚古物博物馆 | Central Asian Antiquities Museum | Neu-Delhi, Indien                                     |              | |
| Xin Deli guoli bowuguan 新德里国立博物馆 | Neu-Delhi Nationalmuseum (National Museum, New Delhi) | Neu-Delhi, Indien                                     |              | |
| Faguo guoli tushuguan 法国国立图书馆 / Faguo guojia tushuguan 法国国家图书馆 | Bibliothèque nationale de France | Paris, Frankreich                                     |              | |
| Jimei bowuguan 集美博物馆 | Musée Guimet | Paris, Frankreich                                     |              | [heute Faguo guojia bowuguan Yazhou yishu bu 法国国家博物馆亚洲艺术部 (Department des Arts Asiatiques des Musées Nationaux)] |
| Jimei bowuguan 吉美博物馆, siehe Musée Guimet | |                                                       |              | |
| Eluosi kexue yuandongfang yanjiusuo Shengbidebao fensuo 俄罗斯科学院东方学研究所圣彼得堡分所 | St. Petersburger Abteilung des Instituts für Orientwissenschaften der Russischen Akademie der Wissenschaften (Санк-Петербургское отделение Института востоковедения Российской Академии Наук/St. Petersburg Branch of the Institute of Oriental Studies, Russian Academy of Science) | St. Petersburg 圣彼得堡 (früher: Leningrad), Russland |              | |
| Yazhou bowuguan 亚洲博物馆, siehe Eluosi kexue yuandongfang yanjiusuo Shengbidebao fensuo 俄罗斯科学院东方学研究所圣彼得堡分所                                                                   | |                                                       |              | |
| Sulian kexueyuan Dongfangxue yanjiusuo Lieninggele fensuo 苏联科学院东方学研究所列宁格勒分所, siehe Eluosi kexue yuandongfang yanjiusuo Shengbidebao fensuo 俄罗斯科学院东方学研究所圣彼得堡分所 | |                                                       |              | |
| Ai’ermitashi bowuguan 爱尔米塔什博物馆 | Государственный Эрмитаж/The State Hermitage Museum |                                                       |              | |
| Donggong bowuguan 冬宫博物馆, siehe Ai’ermitashi bowuguan 爱尔米塔什博物馆 | |                                                       |              | |
| Suidian renzhongxue bowuguan 瑞典人种学博物馆 | Ethnografisches Museum Stockholm (The Ethnographical Museum of Sweden) | Schweden, Stockholm 斯德哥尔摩                        |              | = Suidian guoli renzhongxue bowuguan 瑞典国立人种学博物馆 (The National Museum of Ethnography in Sweden)                     |
| Kebenhagen huangjia tushuguan 哥本哈根皇家图书馆 | Dänische Königliche Bibliothek (Det Kongelige Bibliotek / The Royal Library of Copenhagen) | Kopenhagen 哥本哈根 Dänemark                          |              | dänische Nationalbibliothek                                                                                                  |
| Hafu daxue Saikele bowuguan 哈佛大学赛克勒博物馆 | Arthur M. Sackler Museum, Harvard University | Vereinigte Staaten                                    |              | |
| Hafu daxue Fuge yishu bowuguan 哈佛大学福格艺术博物馆 | The Harvard University Fogg Art Museum | Boston 波士顿, Vereinigte Staaten                     |              | Kanbuliqi Hafu daxue Fuge yishu bowuguan 坎布里奇哈佛大学福格艺术博物馆                                                      |
| Pulinsidun daxue tushuguan 普林斯顿大学图书馆 | Gest Library der Princeton University (Gest Library, Princeton University) | Princeton 普林斯顿, Vereinigte Staaten                |              | |
| Shimisi xuehui Fuli'er meishuguan 史密斯学会弗利尔美术馆 | The Freer Gallery of Art, Smithsonian Institution (The Freer Gallery of Art, Smithsonian Institution) | Washington D.C., Vereinigte Staaten                   |              | |
| Yelu daxue tushuguan 耶鲁大学图书馆 | Bibliothek der Universität Yale (Yale University Library) | Vereinigte Staaten                                    |              | |
| Zhijiage daxue shuguan 芝加哥大学图书馆 | Bibliothek der Chicago University (Chicago University Library) | Chicago 芝加哥, Vereinigte Staaten                    |              | |
| Guoli zhongyang tushuguan 国立中央图书馆 | | Südkorea 韩国, Seoul (Hancheng 汉城)                  |              | |
| Bafaliya zhouli shuguan 巴伐利亚州立图书馆 | Bayerische Staatsbibliothek | München 慕尼黑, Deutschland                           |              | |
| Deguo guojia tushuguan 德国国家图书馆 | Staatsbibliothek Preussischer Kulturbesitz | Berlin 柏林, Deutschland                              |              | |
| Yindu yishu bowuguan 印度艺术博物馆 | Museum für Indische Kunst, SMPK (Staatliche Museen Preußischer Kulturbesitz) | Berlin 柏林, Deutschland                              |              | |
| Munihe renzhongxue bowuguan 慕尼黑人种学博物馆 | Museum Fünf Kontinente | München 慕尼黑, Deutschland                           |              | |
| Bulaimei haiwai bowuguan 不来梅海外博物馆 | Übersee-Museum, Bremen | Bremen 不来梅, Deutschland                            |              | |
| Guoli guohuitushuguan 国立国会图书馆 | Nationale Parlamentsbibliothek (jap. Kokuritsu Kokkai Toshokan; engl. National Diet Library) | Japan, Tokyo                                          |              | die Nationalbibliothek von Japan                                                                                             |
| Longu daxue tushuguan 龙谷大学图书馆 | Bibliothek der Ryūkoku-Universität (Ryukoku University Library) | Japan, Kyōto                                          |              | |
| Youlinguan 有邻馆 | Museum von Fujii Yurinkan (The Museum of Fujii Yurinkan) | Japan, Kyōto                                          | web, web     | Zensuke Fujii (1873–1943) |
| Tengjing youlinguan 藤井有邻馆, siehe Youlinguan 有邻馆 | |                                                       |              | |
| Shudao bowuguan 书道博物馆 | Nakamura-Museum für Kalligraphie (The Nakamura Museum of Calligraphy) | Tokyo                                                 | Japan        | |
| Sitianwangsi 四天王寺 | Shitennō-ji | Osaka, Japan                                          |              | ein buddhistischer Tempel |
| Sanjing wenku 三井文庫 / 三井文库 | Mitsui Bunko | Japan                                                 | Mitsui Bunko | |
| Jingdu guoli bowuguan 京都国立博物馆 | Nationalmuseum Kyōto (Kyoto National Museum) | Kyōto, Japan                                          |              | |
| Dongdu guoli bowuguan. Dongyangguan 东京国立博物馆•东洋馆 | Nationalmuseum Tokio (Tokyo National Museum) | Tokyo, Japan                                          |              | |
| Jingjiatang wenku 静嘉堂文库 | Seikado Bunko Bibliothek (Seikado Bunko Library) | Tokyo, Japan                                          |              | |
| Dagu daxue tushuguan 大谷大学图书馆 | Bibliothek der Ōtani-Universität | Kyōto, Japan                                          |              | |
| Ningle meishuguan 宁乐美术馆 | Neiraku-Museum (Neiraku Museum) | Japan                                                 | web          | |
| Tianli tushuguan 天理图书馆 | Bibliothek der Tenri-Universität (Tenri Central Library) | Tenri, Präfektur Nara, Japan                          |              | |
| Jiuzhou daxue wenxue bu 九州大学文学部 | Universität Kyūshū (Faculty of Lettres, Kyusho University) | Kyūshū, Japan                                         |              | |
| Tangzhaotisi 唐招提寺 | Tōshōdai-ji | Nara, Präfektur Nara, Japan                           |              | |
| Yindu guoli bowuguan 印度国立博物馆 | Indisches Nationalmuseum (National Museum of India) | Neu-Delhi 新德里, Indien                              |              | |
| Yisidanbur daxue tushuguan 伊斯坦布尔大学图书馆 | Bibliothek der İstanbul Üniversitesi / Istanbul-Universität (The Library of Istanbul University) | Istanbul 伊斯坦布尔, Türkei                           |              | |
| Herxinji daxue tushuguan 赫尔辛基大学图书馆 | Bibliothek der Universität Helsinki (The Helsinki University Library) | Helsinki 赫尔辛基, Finnland                           |              | |
| Meiguo guohui tushuguan 美国国会图书馆 | Kongreßbibliothek (The Library of Congress) | Washington, D.C. 华盛顿, Vereinigte Staaten           |              | |
| Daduhui yishu bowuguan 大都会艺术博物馆 | Metropolitan Museum of Art (The Metropolitan Museum of Art) | New York 纽约, Vereinigte Staaten                     |              | |
| He Yansheng jiucang 何彦昇旧藏 | |                                                       |              | He Yansheng 何彦昇 (?–1910) web                                                                                              |
| Li Shengduo jiucang 李盛铎旧藏 | |                                                       |              | Li Shengduo 李盛鐸 (1858–1937)                                                                                               |
| Li Muzhai jiucang 李木斋旧藏, siehe Li Shengduo jiucang 李盛铎旧藏 | |                                                       |              | |
| Duan Fang jiucang 端方旧藏 | |                                                       |              | Duan Fang 端方 (1861–1911)                                                                                                   |
| Luo Zhenyu jiucang 罗振玉旧藏 | |                                                       |              | Luo Zhenyu 罗振玉 |
| Zhang Guangjian jiucang 张广建旧藏 | |                                                       |              | Zhang Guangjian 张广建 (1867–?)                                                                                              |
| Liu Tingchen jiucang 刘廷琛旧藏 | |                                                       |              | Liu Tingchen 刘廷琛 (1868–1932)                                                                                              |
| Wu Shijian jiucang 吴士鉴旧藏 | |                                                       |              | Wu Shijian 吴士鉴 (1868–1933)                                                                                                |
| Fang Erqian jiucang 方尔谦旧藏 | |                                                       |              | Fang Erqian 方尔谦 (1871–1936)                                                                                               |
| Fu Zangxiang jiucang 傅增湘旧藏 | |                                                       |              | Fu Zangxiang 傅增湘 (1872–1950)                                                                                              |
| Xu Chengyao jiucang 许承尧旧藏 | |                                                       |              | Xu Chengyao 许承尧 (1874–1964)                                                                                               |
| Chen Yin jiucang 陈訚旧藏 | |                                                       |              | Chen Yin 陈訚 (1882–?) |
| Ye Gongchuo jiucang 叶恭绰旧藏 | |                                                       |              | Ye Gongchuo 叶恭绰 (1881–1968)                                                                                               |
| Zhang Wei jiucang 张维旧藏 | |                                                       |              | Zhang Wei 张维 (1889–1950)                                                                                                   |
| Yuan Kewen jiucang 袁克文旧藏 | |                                                       |              | Yuan Kewen 袁克文 (1890–1931)                                                                                                |
| Zhou Shutao jiucang 周叔弢旧藏 | |                                                       |              | Zhou Shutao 周叔弢 (1891–1984)                                                                                               |
| Zhang Daqian jiucang 张大千旧藏 | |                                                       |              | Zhang Daqian 张大千 |
| Feng Guorui jiucang 冯国瑞旧藏 | |                                                       |              | Feng Guorui 冯国瑞 (1901–1961)                                                                                               |
| Ren Ziyi jiucang 任子宜旧藏 | |                                                       |              | Ren Ziyi 任子宜 (1901–1972)                                                                                                  |
| Zhou Bingnan jiucang 周炳南旧藏 | |                                                       |              | Zhou Bingnan 周炳南 |